# Pijiño del Carmen
Pijiño del Carmen est une municipalité située dans le département de Magdalena en Colombie.